# كليف راسيل
كليف راسيل (بالإنجليزية: Cliff Russell)‏ هو لاعب كرة قدم أمريكية أمريكي، ولد في 8 فبراير 1979 في فاييتفيل في الولايات المتحدة.

## وصلات خارجية
- كليف راسيل على موقع مرجع كرة القدم المحترفة.كوم (الإنجليزية)